# Janina Paradowska

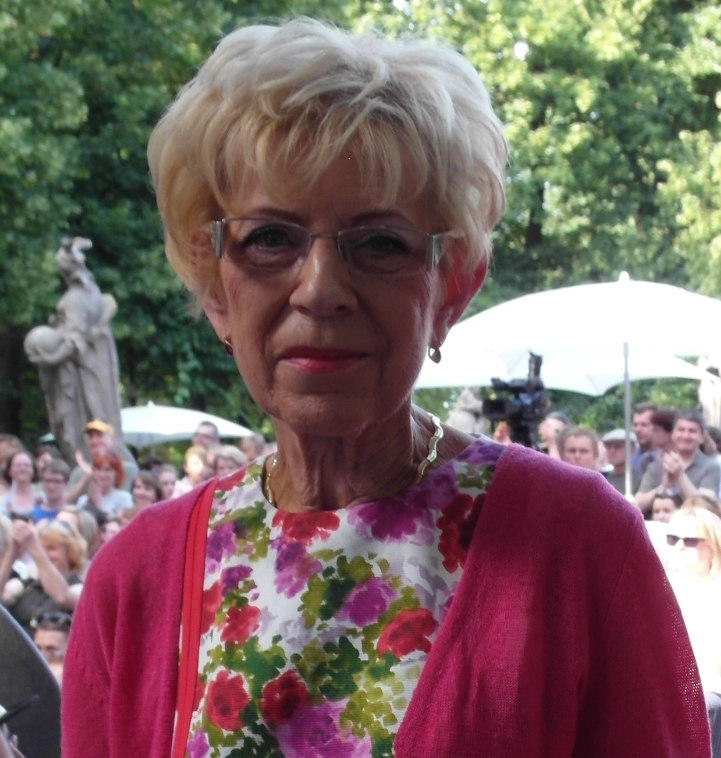
Janina Paradowska (2013)

Janina Paradowska (* 2. Mai 1942 in Krakau; † 29. Juni 2016 ebenda) war eine polnische Journalistin der Wochenzeitschrift Polityka, des Radiosenders Tok FM und des Fernsehsenders Superstacja.

## Leben
Paradowska studierte an der Jagiellonen-Universität in Krakau Polonistik und an der Universität Warschau als Postgraduiertenstudium das Fach Journalistik. Anschließend arbeitete sie als Journalistin bei der Tageszeitung Kurier Polski.
Sie vertrat ihre unabhängige Sicht in vielfältigen Interviews, Debatten, Kommentaren und Glossen. Sie war Witwe des ehemaligen Sejm-Abgeordneten Jerzy Zimowski (1941–2007).
Nach der Einführung des Kriegsrechts in Polen im Dezember 1981 trat sie aus Protest aus der Polnischen Vereinigten Arbeiterpartei aus.
In den achtziger Jahren war sie bei der Tageszeitung Życie Warszawy tätig. Seit 1991 schrieb sie politische Kommentare in der Wochenzeitung Polityka. Sie unterrichtete auch am Warschauer Collegium Civitas.
Sie moderierte politische Diskussionen im Nachrichtensender Radio TokFM und im Nachrichtenfernsehen Superstacja in der Sonntagssendung Puszka Paradowskiej (‚Pandora-Büchse der Paradowska‘) sowie die Abendsendung Rozmowa dnia (‚Gespräch des Tages‘).

## Ehrung
Paradowska erhielt zahlreiche Ehrungen: 2002 wurde sie als "Journalist des Jahres" ausgezeichnet. 2011 erhielt sie den nach Stefan Kisielewski benannten Kisiel-Preis. 2021 beschloss der Rat der Stadt Krakau, unweit der Straße, in der sie aufgewachsen war, einen Platz nach Janina Paradowska zu benennen.